# Cá heo lưng bướu
Cá heo lưng bướu là các loài cá heo trong chi Sousa. Các loài cá heo này có đặc trưng là các bướu dễ thấy và các vây lưng kéo dài trên lưng của các cá thể trưởng thành. Chúng được tìm thấy ven bờ dọc theo bờ biển Tây Phi (loài/thứ Đại Tây Dương) cũng như dọc theo bờ biển của Ấn Độ Dương và Thái Bình Dương, từ Nam Phi tới Australia và Trung Quốc (các loài/thứ Ấn Độ Dương-Thái Bình Dương).

## Phân loại
Việc phân loại chi Sousa là phức tạp và gây tranh cãi. Người ta đã đưa ra đề nghị cho tới 5 loài như sau:
- Sousa chinensis: cá heo lưng bướu, cá heo lưng bướu Ấn Độ-Thái Bình Dương, cá heo lưng bướu Thái Bình Dương, cá heo trắng Trung Hoa.
- Sousa plumbea: cá heo lưng bướu Ấn Độ Dương, cá heo lưng bướu da chì.
- Sousa teuszi: cá heo lưng bướu Đại Tây Dương.
- Sousa lentiginosa
- Sousa borneensis

Vào giữa thập niên 1990 phần lớn các học giả (,) chỉ chấp nhận 2 loài—là cá heo lưng bướu Đại Tây Dương và cá heo lưng bướu Ấn Độ-Thái Bình Dương. Tuy nhiên, Rice, trong hệ thống phân loại được sử dụng rộng rãi của ông năm 1998 () công nhận 3 loài, xem xét loài Ấn Độ-Thái Bình Dương như là hai loài khác biệt. Đường phân chia giữa hai (phân) loài này là Sumatra, một trong các quần đảo của Indonesia. Tuy nhiên, sự pha trộn là chắc chắn xảy ra.
Ngoài ra, nhà nghiên cứu cá voi người Australia là Graham Ross đã viết "Tuy nhiên, các nghiên cứu hình thái học gần đây, ở mức độ nào đó được hỗ trợ không rõ ràng bởi các phân tích bộ gen, chỉ ra rằng ở đây là một loài riêng biệt, có thể biến đổi mà đối với nó tên gọi S. chinensis có độ ưu tiên cao".

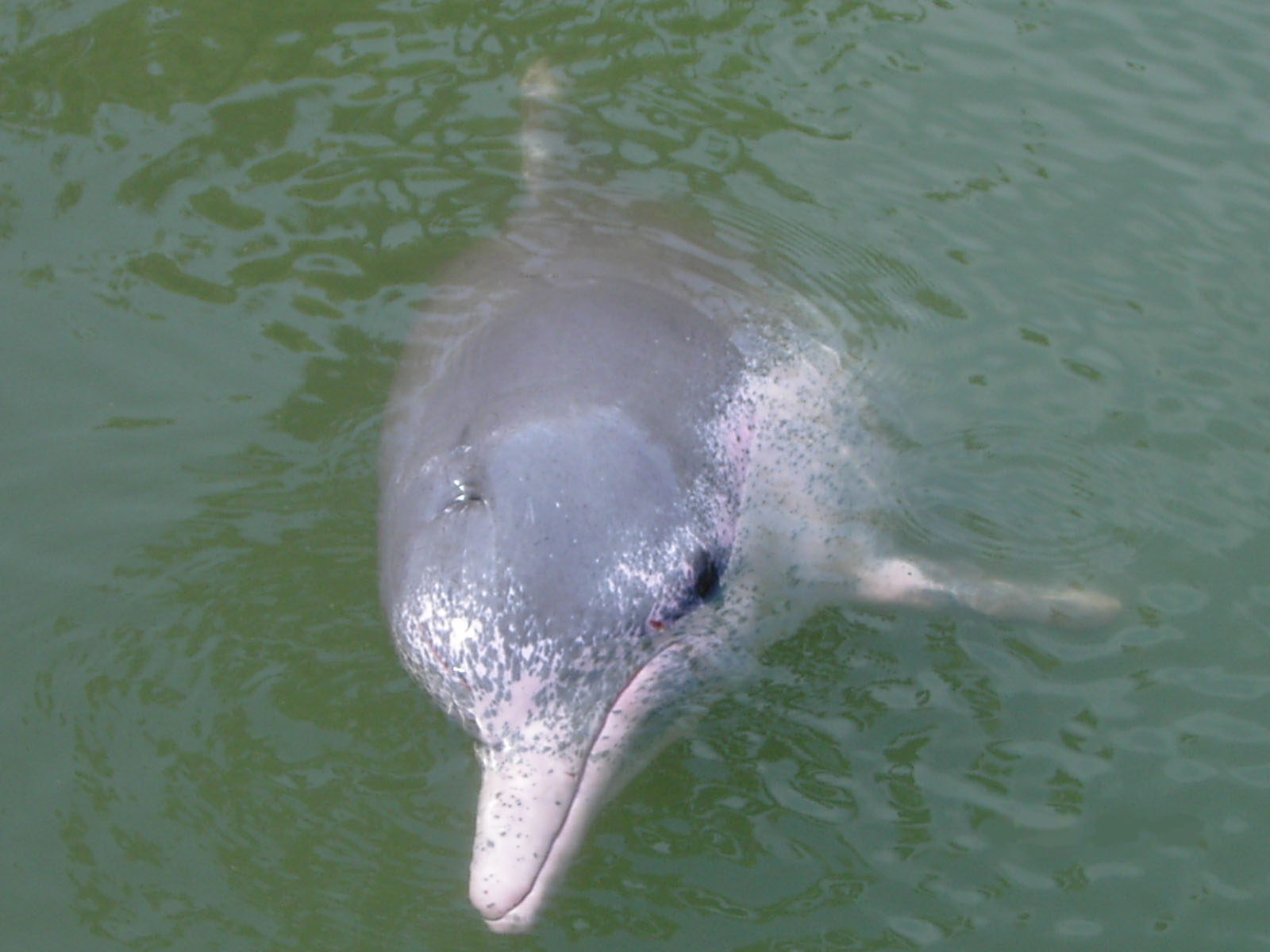
Cá heo trắng Trung Hoa

Cá heo lưng bướu được tìm thấy trong các vùng biển của Trung Quốc được người dân địa phương gọi là中華白海豚 (Trung Hoa bạch hải đồn-tức cá heo trắng Trung Hoa). Xem bài viết đó để biết thêm các vấn đề cụ thể liên quan tới (phân) loài này mà trong phân loại của Rice được gọi là cá heo lưng bướu Thái Bình Dương.

## Miêu tả
Cá heo lưng bướu có kiểu nhảy lên khỏi mặt nước rất khác biệt—chúng nhảy lên ở góc trong khoảng 30–45 độ.
Hai (phân) loài Ấn Độ Dương và Thái Bình Dương có khác biệt về màu sắc cũng như kích thước vây lưng. Những con tìm thấy ở khu vực Đông Nam Á có da màu trắng hồng và vây lưng lớn, nhưng không có các bướu nhiều mỡ như ở các con sống ở khu vực Nam Phi và Australia. Các con trưởng thành của cá heo lưng bướu Ấn Độ-Thái Bình Dương có thể dài tới 2–3 m.